# Jay-Jay Okocha
Augustine Azuka "Jay-Jay" Okocha (født 14. august 1973 i Enugu) er en tidligere nigeriansk fodboldspiller. På toppen af sin karriere var han kendt som værende en af de bedste tekniske fodboldspillere.

## Klubkarriere
Jay-Jay Okocha startede i 1990, i den lille tyske klub Borussia Neunkirchen. Efter to års succes i klubben skiftede han til Eintracht Frankfurt, hvor han i 1993 scorede et legendarisk mål i en kamp imod Karlsruhe. Han driblede igennem hele modstanderholdets forsvar og skød bolden sikkert forbi Karlsruhes daværende målmand Oliver Kahn. Målet blev senere kåret som årets mål i den tyske Bundesliga. I 1996 skiftede han til den tyrkiske klub Fenerbahce, hvor han endnu engang beviste sin fantastisk teknik ved at score 30 mål i 63 kampe. Trangen til europæisk topfodbold var der dog stadig, hvilket endte med et skifte i 1998 til det franske hold, Paris Saint-Germain. I Paris var han tiltænkt at skulle være en af holdets helt store spillere, men da Paris Saint-Germain hentede Ronaldinho i 2001 sæsonen begyndt det at gå langsomt nedad for ham. Okocha fik ikke meget spilletid, dog havde han en fantastisk evne til at lære fra sig. – Ronaldinho har senere sagt at mange af hans dribling har han lært af Okocha.
I 2002 blev han tilbudt et skifte til Everton. Den daværende Everton manager, Walther Smith var dog mere interesseret i at hente franskmanden David Ginola. Af den grund endte han i stedet for i Bolton, hvor han fra start af fik en stor status af klubbens fans. Han spillede 124 kampe for Bolton og er nærmest blevet synonym med klubbens 10 tal. Okocha besluttede sig dog for at prøve noget nyt i 2006, hvilket førte til et mærkværdigt skifte til det Qatarske hold Qatar SC. Kun et år efter skiftet besluttede han sig dog for at tage tilbage til England, hvor han havnede i den lille klub Hull City. I starten af 2007/2008 sæsonen offentliggjorde han at han ville trække sig tilbage når sæsonen var slut. Hull City sikrede sig oprykning til Premier League i 2007/2008 sæsonen, hvilket gjorde at han tilbød, at han ville blive i klubben endnu en sæson, hvis manageren ønskede det. Dette ønskede manageren dog ikke, hvilket fik Okocha til at indstille sin imponerende karriere.

## Landsholdskarriere
Okocha har spillet VM for Nigeria i 1994, 1998 og i 2002, samt en masse African Nations Cup turneringer. Han var også med på Nigerias fodboldhold som vandt guldmedalje ved Sommer-OL 1996 i Atlanta. Han stoppede på det Nigerianske fodboldhold i 2006, efter at havde spillet 75 landskampe og scoret 14 landsholdsmål.

## Hæder
- Okocha er at finde på Pelé's FIFA 100-hold over verdens bedste nulevende spillere i 2004.

- Han blev kåret som BBC's bedst afrikanske fodboldspiller i 2003 og 2004

- Han vandt guld med Nigeria ved Sommer-OL 1996 i Atlanta.

- Efter at havde scoret et vigtigt mål for Bolton, sagde en engelsk fodboldkommentator :"Jay-Jay Okocha, so good they named him twice!".